# جواد منصوری
جواد منصوری (زاده ۱۳۲۴ کاشان) نظامی و دیپلمات ایرانی است، که از شهریور تا اسفند ۱۳۵۸ به‌عنوان نخستین فرمانده سپاه پاسداران انقلاب اسلامی فعالیت می‌کرد.
وی از سال ۱۳۶۰ تا ۱۳۶۷ معاون فرهنگی و کنسولی وزیر امور خارجه بود، از ۱۳۶۸ تا ۱۳۷۲ به‌عنوان سفیر ایران در پاکستان فعالیت می‌کرد و در فاصله سالهای ۱۳۸۵ تا ۱۳۸۸ سفیر ایران در چین بود.

## زندگی
جواد منصوری به سالِ ۱۳۲۴ در شهر کاشان زاده شد. پدر وی ساعت‌فروش بود که به تهران مهاجرت کرد. او سه برادر و خواهر دارد. جواد منصوری دوران تحصیل را در دبستان نوشیروان و دبیرستان علوی گذراند و در سال ۱۳۴۶ در زندان دیپلم گرفت. او سال ۱۳۵۸ ازدواج کرد.

## قبل از انقلاب
جواد منصوری عضو حزب گروه ملل اسلامی معروف به گروه ۵۵ نفره بود. او به دنبال فعالیت‌های سیاسی نخستین بار در سال ۱۳۴۴ دستگیر و به شش سال زندان محکوم شد اما در سال ۱۳۴۸ آزاد شد. وی مبارزات خود را در گروه حزب‌الله ادامه داد و مجدداً در سال ۱۳۵۱ دستگیر شد و تا انقلاب در زندان بود.

## پس از انقلاب
منصوری نخستین فرمانده سپاه از (اردیبهشت تا اسفند ۱۳۵۸) با حکم بهشتی است. او در این باره که محسن سازگارا خود را نخستین فرمانده سپاه معرفی می‌کند گفته است که در اوایل انقلاب به صورت خودجوش چندین سپاه مختلف تشکیل شد و آقای سازگارا حکم خود را از ابراهیم یزدی گرفته‌است که مجموعه فعلی به آن سپاه ارتباطی ندارد.
دفتر اولیه سپاه در یکی از ادارات ساواک واقع در نگارستان هشتم در خیابان پاسداران (سلطنت آباد سابق) تأسیس و ساختمان‌های متروکه و مصادره شده در سایر نقاط به عنوان ادارات این نهاد مورد استفاده قرار گرفت.
او از فروردین ۱۳۶۰ تا ۱۳۶۷ فرهنگی و کنسولی و سپس به مدت یک سال، معاون آسیا و اقیانوسیه وزیر امور خارجه بود. سپس در سال ۱۳۶۸ به عنوان سفیر جمهوری اسلامی ایران به پاکستان رفت و تا سال ۱۳۷۲ در این سمت بود. جواد منصوری سال ۱۳۷۲ معاونت فرهنگی دانشگاه آزاد اسلامی به عهده گرفت و تا سال ۱۳۷۴ در این سمت بود. وی همچنین از ۱۳۸۵ تا ۱۳۸۸ سفیر ایران در پکن بود. او در حال حاضر در مرکز اسناد انقلاب اسلامی مشغول به کار است. منصوری بازمانده انفجار تروریستی دفتر حزب جمهوری اسلامی و ترور بهشتی و ۷۲ تن از همکارانش است.
در رابطه با انفجار دفتر حزب جمهوری اسلامی می‌گوید: «در روز هفت تیر حزب دو جلسه داشت یکی قبل از نماز که مربوط به شورای مرکزی حزب بود و یک جلسه هم بعد از نماز که متأسفانه ناتمام ماند برای شناسایی و معرفی افراد مدیر برای بخش‌های مختلف کشور تشکیل شده بود. من برای یک مأموریت خارج از کشور (بلغارستان) زودتر از حزب خارج شدم و در جلسه دوم حضور نداشتم و زمانی که به خانه برای برداشتن لوازم سفر مراجعه کردم تماس گرفتند و گفتند که در جلسه حزب بمب‌گذاری شده‌است. بعدا این سفر نیز لغو شد.»

## تالیفات
- سال‌های بی‌قرار (خاطرات)، با پژوهش و تدوین محسن کاظمی
- شناخت استکبار
- ۲۵ سال حاکمیت آمریکا در ایران
- فرهنگ استقلال
- مقدمه‌ای بر سیاست خارجی جمهوری اسلامی ایران
- جنگ فرهنگی علیه انقلاب اسلامی
- شناخت و تحلیل پدیده‌های سیاسی
- سیر تکوینی انقلاب اسلامی
- فرهنگ استقلال و توسعه
- قیام ۱۵ خرداد به روایت اسناد ساواک
- هویت سیاسی و نهادهای اجتماعی
- خاطرات جواد منصوری
- قیام پانزده خرداد (تاریخ تحلیلی نهضت اسلامی)
- آمریکا و خاورمیانه
- چالش‌های ایران و آمریکا
- نظام سلطه در قرن ۲۱